# Sirkandi
Sirkandi is een bestuurslaag in het regentschap Banjarnegara van de provincie Midden-Java, Indonesië. Sirkandi telt 5554 inwoners (volkstelling 2010).